# Juana de Ibarbourou
Juana de Ibarbourou, även känd som Juana de América, född den 8 mars 1892 i Melo i Cerro Largo i Uruguay, död den 15 juli 1979 i Montevideo, var en uruguayansk författare och poet av galiciskt ursprung.

## Biografi
Juana de Ibarbourou föddes som Juana Fernándes Morales i en högborgerlig familj. Hon började sina studier vid José Pedro Varela-skolan 1899 men flyttade till en religiös skola påföljande år, och därpå två offentliga skolor.
År 1909, vid 17 års ålder publicerade hon en prosasamling, Derechos femeninos (Kvinnliga rättigheter), och började därmed en livslång karriär som en framstående feminist. I augusti 1929 utnämndes hos till ”Juana de América” vid en betydelsefull tillställning i Montevideo.
Hon var också en av Latinamerikas mest kända diktare genom sin på en gång naturnära och förandligade kärlekslyrik. Ett urval på svenska av hennes verk gavs ut 1962.